# Taperoá (kommun i Brasilien, Paraíba, lat -7,17, long -36,79)
Taperoá är en kommun i Brasilien.   Den ligger i delstaten Paraíba, i den östra delen av landet, 1 500 km nordost om huvudstaden Brasília. Antalet invånare är 14 938.
Följande samhällen finns i Taperoá:
- Taperoá

Omgivningarna runt Taperoá är huvudsakligen savann. Runt Taperoá är det glesbefolkat, med 19 invånare per kvadratkilometer.